# Ciento veintidós
El ciento veintidós (122) es el número natural que sigue al 121 y precede al 123.

## En matemáticas
El ciento veintidós es:
- un número no totiente
- un semiprimo.
- parte de la ternas pitagóricas (22, 120, 122) y (122, 3720, 3722).
- un número compuesto, con los siguientes divisores: 1, 2, 61. Como la suma de los divisores es 64 < 122, es un número defectivo.

## En otros campos
El ciento veintidós también es:
- el número atómico del Unbibio.
- El número de teléfono de emergencia en varios países.
- La edad más avanzada en años a la que se ha autenticado que ha vivido un ser humano (Jeanne Calment).